# Эванс, Эдди
Эдвард А. Эванс (англ. Edward A. Evans, родился 15 сентября 1964 в Террейсе) — канадский регбист, известен по выступлениям на позиции пропа.

## Биография
Выступал до 1992 года за канадский «Олд Бойз Рэйвенз», позже перешёл в японский «Ай Би Эм Биг Блюз», где выступал до 2002 года.
В составе сборной Канады дебютировал 8 ноября 1986 года в матче в Тасконе против США. Сыграл на трёх чемпионатах мира 1987, 1991, 1995. Последнюю игру провёл в Буэнос-Айресе 22 августа 1998 года против Аргентины.
В настоящее время занимается бизнесом, владеет таиландской компанией X-treme Rugby Wear, занимающейся продажей спортивной формы.